# Begluci (Gračac)
Begluci falu Horvátországban Zára megyében. Közigazgatásilag Gračachoz tartozik.

## Fekvése
Zárától légvonalban 78, közúton 107 km-re, községközpontjától légvonalban 25, közúton 43 km-re északkeletre, Lika déli részén, a bosnyák határ mellett, az Una és a Krka folyók között fekszik.

## Története
A török korban pravoszláv lakossággal telepített likai falvak közé tartozik. A településnek 1857-ben 213, 1910-ben 441 lakosa volt. Az első világháború után előbb a Szerb-Horvát-Szlovén Királyság, majd Jugoszlávia része lett. 1991-ben a falu csaknem teljes lakossága szerb nemzetiségű volt. Lakói még ez évben csatlakoztak a Krajinai Szerb Köztársasághoz. A horvát hadsereg 1995 augusztusában a Vihar hadművelet során foglalta vissza a települést. Szerb lakói elmenekültek. A településnek 2011-ben 61 lakosa volt.

## Lakosság
| Lakosság változása | Lakosság változása | Lakosság változása | Lakosság változása | Lakosság változása | Lakosság változása | Lakosság változása | Lakosság változása | Lakosság változása | Lakosság változása | Lakosság változása | Lakosság változása | Lakosság változása | Lakosság változása | Lakosság változása | Lakosság változása |
| ------------------ | ------------------ | ------------------ | ------------------ | ------------------ | ------------------ | ------------------ | ------------------ | ------------------ | ------------------ | ------------------ | ------------------ | ------------------ | ------------------ | ------------------ | ------------------ |
| 1857               | 1869               | 1880               | 1890               | 1900               | 1910               | 1921               | 1931               | 1948               | 1953               | 1961               | 1971               | 1981               | 1991               | 2001               | 2011               |
| 213                | 256                | 239                | 293                | 356                | 441                | 484                | 561                | 506                | 484                | 415                | 362                | 332                | 235                | 51                 | 61                 |

## Nevezetességei
- Miljušići és Rodići nevű településrészein a népi építészet jellegzetes példái láthatók.
- Az Una és a Krka folyók völgye természeti látványosság.